# 姜全我
姜 全我（きょう ぜんが、1874年 – 1944年）は、中華民国・満洲国の軍人・官僚。字は暁峰。

## 事績
地元金州の私塾で学んだ後、奉天派の軍人となる。依蘭鎮守使署及奉天陸軍第4旅参謀長、奉天保甲総弁公署参議、奉天省防軍団長などを歴任した。
1931年（民国20年）に満洲事変が勃発すると、姜全我は第3旅旅長として鳳凰城で関東軍と交戦したが、武装解除されて降伏した。以後、姜は日本側に協力することになり、同年中に安東商埠公安局局長に任命された。1932年（大同元年）6月、鴨緑江剿匪軍司令官となり、後に奉天警察隊指導部長兼警察大隊総隊長にもなった。1937年（康徳4年）7月、瀋陽警察庁庁長となった。
1939年（康徳6年）、姜全我は首都（新京特別市）警察総監に任命される。この時の勤務状況が日本側から評価されたため、1941年（康徳8年）6月1日、姜は通化省長に抜擢された。1943年（康徳10年）9月13日、熱河省長に転じ、中国共産党・八路軍対策に専念した。
1944年（康徳11年）、姜全我は県長会議での講話中に脳溢血で倒れ、同年中に死去した。享年71。

## 注
1. 1 2 3 4 5 6  大連市史志弁公室(2002)、106頁。
2. 1 2  帝国秘密探偵社編(1943)、「満洲」104頁。
3. 1 2  満蒙資料協会(1943)、1143頁と外務省情報部編(1937)、634頁は「1883年生（光緒9年）」としているが、大連市史志弁公室(2002)と帝国秘密探偵社編(1943)に従う。
4. 1 2 3  満蒙資料協会(1943)、1143頁。
5. 1 2 3  外務省情報部編(1937)、634頁。
6. ↑  姜全我の中華民国時代の経歴については資料により異なる点が多く、特に「奉天保甲総弁公署参議」については、帝国秘密探偵社編(1943)は満洲事変「後」、大連市史志弁公室(2002)と外務省情報部編(1937)は満洲事変「前」の就任としている。ここでは大連市史志弁公室(2002)の記載に従った。
7. ↑  大正写真工芸所編(1931)、11頁。
8. ↑  満洲国史編纂委員会編(1956)、131頁。
9. ↑  満洲国史編纂委員会編(1956)、169頁。
10. ↑  後任の熱河省長には、翌1945年（康徳12年）5月12日に孫柏芳が就任した。しかし、それまでの省長事務の運用については、明らかでない。